# Iglesia de San Pedro Apóstol (Las Ventas con Peña Aguilera)
La iglesia de San Pedro Apóstol es un templo católico de la localidad española de Las Ventas con Peña Aguilera, en la provincia de Toledo. Cuenta con el estatus de Bien de Interés Cultural.

## Descripción
La iglesia se ubica en la Plaza de la Cruz de la localidad toledana de Las Ventas con Peña Aguilera, en Castilla-La Mancha. Se trata de un espacioso edificio de mampostería con tres naves y ábside rectangular, en el que se ubica la capilla mayor. En el lateral sur se encuentra el más artístico de los ingresos, la llamada «Puerta del Sol», cegada en la actualidad. Se trata de un notable ejemplar en arco de medio punto y guardapolvo, todo ello exornado y con labor de perlas.
En el interior, la capilla mayor se cubre con bóveda de crucería, sin nervios secundarios y transversales, pero con grandes claves en las cuales se aprecian simbólicas llaves (por ser san Pedro el titular de la iglesia). Esta capilla está separada de la cabecera del cuerpo del edificio por un arco apuntado. Las tres naves están separadas por arcos apuntados y semicirculares, que cargan sobre columnas de piedra, cuyo poco saliente capitel muestra una labor de bolas típica de la decadencia del estilo gótico. Dichas naves se cubren con sencillos artesonados. A los pies de la iglesia se halla el coro, en alto, que es de época posterior a la construcción del edificio. Su edificación se inició en el siglo XV, pero no se concluyó hasta el siglo XVI, como acreditan los libros de fábrica existentes en el archivo parroquial. Por dichos libros se sabe que después de terminada la construcción se realizaron en la iglesia algunos trabajos de menor importancia.
Posterior a la construcción del edificio es la portada principal, abierta en el lateral oeste a finales del siglo XVI. Es de severo arte grecorromano de piedra berroqueña, con dos cuerpos. Del siglo XVII sería la capilla de la Concepción, de planta cuadrada y arquitectura grecorromana, cubierta con cúpula. La fundó y dotó el maestro Ortiz de Albarrán, instituyendo siete capellanías con renta anual adecuada y cargo de misas. La torre se halla situada a los pies de la iglesia. Es de fábrica de mampostería y ladrillo, con planta rectangular y en cuyo último cuerpo se aprecian dos arcos de ojiva por fachada inscritos en enjutas.

## Estatus patrimonial
El inmueble fue declarado Bien de Interés Cultural el 2 de marzo de 1993, mediante un decreto publicado en el Diario Oficial de Castilla-La Mancha el día 31 de ese mismo mes.